# Exalphus confusus
Exalphus confusus es una especie de escarabajo longicornio del género Exalphus, tribu Acanthoderini, subfamilia Lamiinae. Fue descrita científicamente por Restello, Iannuzzi & Marinoni en 2001.
La especie se mantiene activa durante el mes de noviembre.

## Descripción
Mide 9-10 milímetros de longitud.

## Distribución
Se distribuye por Brasil.